# Dirofilaria
Genre
Dirofilaria est un genre de nématodes (les nématodes sont un embranchement de vers non segmentés, recouverts d'une épaisse cuticule et menant une vie libre ou parasitaire).
Ils parasitent parfois les humains, mais les vers meurent généralement avant d'atteindre leur maturité reproductive et ne produisent pas de microfilaires viables.

## Liste d'espèces
Selon NCBI (27 mars 2011) :
- Dirofilaria immitis, Leidy 1856 (ver du cœur chez les chiens, les chats et quelques autres mammifères ; rarement présent chez les humains[2])
- Dirofilaria repens, Railliet & Henry 1911 (parasite des chiens et parfois des humains)
- Dirofilaria tenuis (parasite des ratons laveurs, rarement des humains)
- Dirofilaria ursi, Yamaguti 1941 (parasite des ours et parfois des humains)

## Espèces parasitées
Dirofilaria repens (dont on a montré en 2002, qu'à Fiumicino, en Italie, à l’ouest de Rome il était responsable de microfilarioses chez 17 % des chiens) a été trouvé chez le moustique tigre ( Aedes albopictus) ; dans cette région d'Italie, pour 154 échantillons analysés, de l'ADN de Dirofilaria a été détecté chez 2% des Aedes albopictus qui se montrent vecteur potentiel de deux Dirofilarias en Italie, représentant des risques pour la santé humaine et vétérinaire (Dirofilaria repens et Dirofilaria immitis, deux Dirofilaria.

## Espèces endosymbiotiques
Certaines espèces comme Dirofilaria immitis hébergent des bactéries endosymbiotiques, notamment du genre Wolbachia.